# Convento e Iglesia de San Antonio del Paraguazú
El Convento e Iglesia de San Antonio del Paraguazú es un antiguo conjunto eclesiástico consistente en una iglesia y un convento franciscano en Cachoeira, Estado de Bahía, Brasil. La construcción de la iglesia probablemente se completó en 1658. La iglesia está dedicada a San Antonio de Padua y está construida en estilo barroco con un frontispicio rococó. El convento y la iglesia se arruinaron a fines del siglo XIX; el arzobispo Jerônimo Thomé da Silva permitió una comisión para demoler y vender el contenido del 1915; carecía de fondos para demoler la iglesia, pero vendió su contenido a José Mariano Filho en 1916. La fachada monumental de la iglesia sirvió de modelo para las iglesias barrocas de la Región Nordeste de Brasil ; él y su intrincado jardín permanecen en el sitio. La iglesia y el convento fueron catalogados como estructura histórica por Instituto Nacional del Patrimonio Histórico y Artístico (IPHAN) en 1941.

## Historia

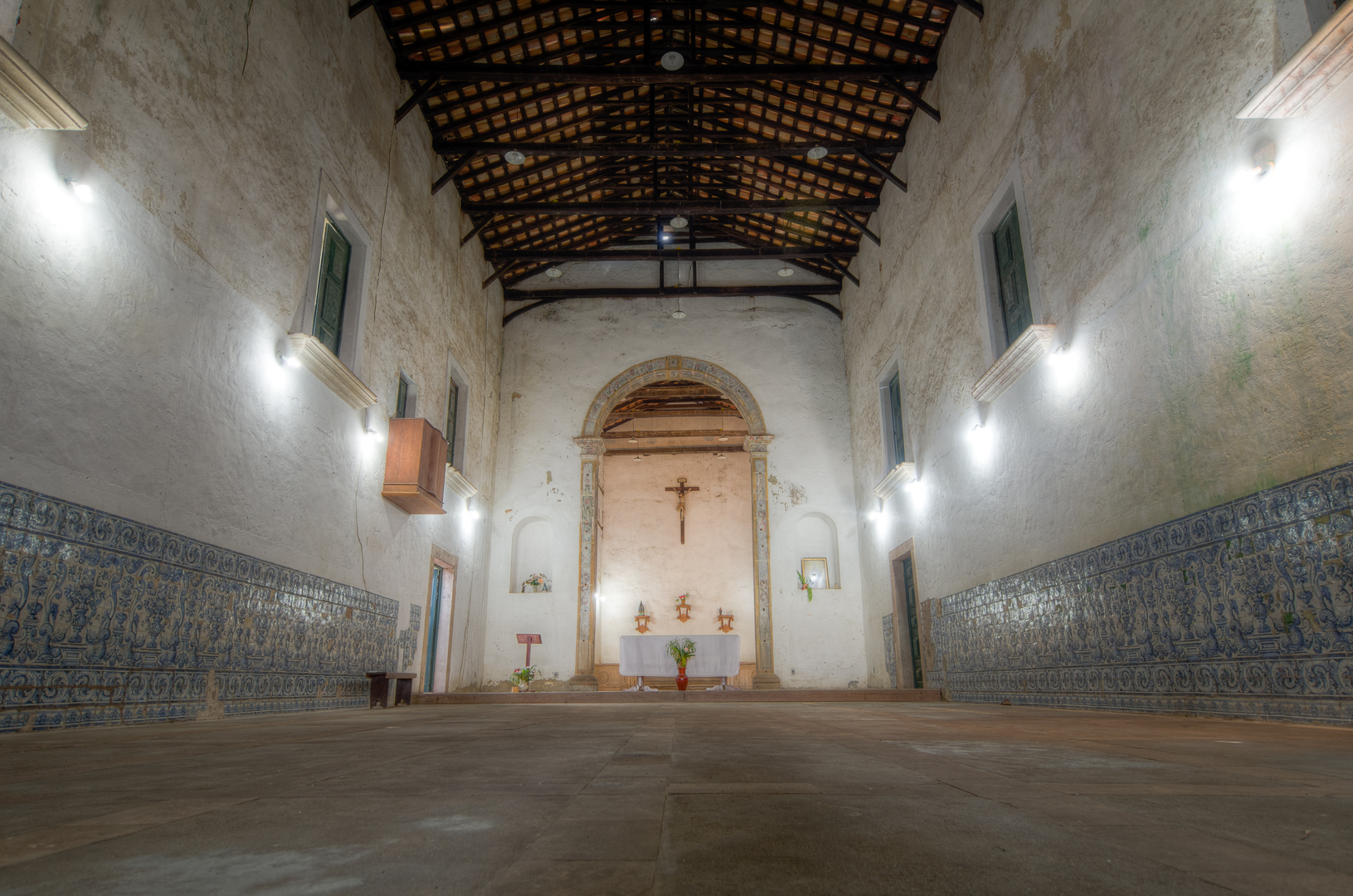
Vista de la nave y el presbiterio

El papa Alejandro VII (1599-1667) separó la Provincia Franciscana de Santo Antônio en Brasil de la Provincia de Santo Antônio in Portugal a mediados del siglo XVII. Fray Antonio de Santa Maria Jaboatão concibió la idea de un convento alejado de la ciudad de Salvador. El padre João Batista aceptó la donación de dos pequeños terrenos del padre Pedro García, propietario de la plantación de caña de azúcar de Engenho Velho. Batista consideró trasladar la orden a Maragogipe, pero comenzó la construcción de un convento y una iglesia a gran escala en el sitio de Iguape. Un noviciado se estableció en el sitio en 1654, el segundo en Brasil, y los materiales para una nueva estructura se acumularon en los alrededores.
La construcción comenzó en 1658 y la iglesia fue consagrada en 1660; es probable que no se haya completado completamente en este punto. La finalización de la iglesia probablemente data de 1686, como lo demuestra un marcador ubicado en la entrada del convento con la fecha. La construcción de la iglesia y el convento es similar a la del convento e iglesia de San Antonio de Cairu, que fue consagrada en 1650. Se estableció un hospital en la iglesia y el convento en 1686; fue trasladado a Cachoeira en 1729 y es conocido como Hospital São João de Deus. Había veinte frailes en el convento en 1759. El noviciado cesó en 1824 y el convento tenía solo cinco residentes en 1857. Para 1888, el convento y la iglesia "solo servían como guarida para las aves nocturnas".
Los franciscanos abandonaron el convento a principios del siglo XX. Donaron el convento y la iglesia fue donada a la Arquidiócesis de Salvador el 19 de enero de 1915. El arzobispo Jerônimo Thomé da Silva formó una comisión para inspeccionar el estado del convento y la iglesia; la comisión demolió el convento y vendió tanto los materiales de construcción como los elementos interiores del edificio. La comisión carecía de fondos para demoler la iglesia y vendió la propiedad a José Mariano Filho en 1916. Mariano Filho sacó o vendió las imágenes de la iglesia, azulejos, pisos, revestimientos de la nave, muebles en jacarandá y lavabo en lioz; otros elementos de la iglesia que fueron trasladados al Solar Monjope, su residencia en Río de Janeiro, se perdieron con su demolición en la década de 1970. Las balaustradas en jacarandá tallada de la iglesia y el convento fueron trasladadas a la entrada del edificio del Ministerio Federal de Educación en Salvador.

## Ubicación
El Convento e Iglesia de San Antonio está ubicado en el estuario de Iguape del río Paraguazú, lejos del centro de la ciudad de Cachoeira. El acceso a la iglesia y convento fue por río durante gran parte de su historia; Los caminos a la comunidad de Iguape solo se construyeron más tarde. La iglesia y el convento están apartados del Iguape en un pequeño terraplén, pero una sola ala del convento se extiende hasta el río.

## Estructura

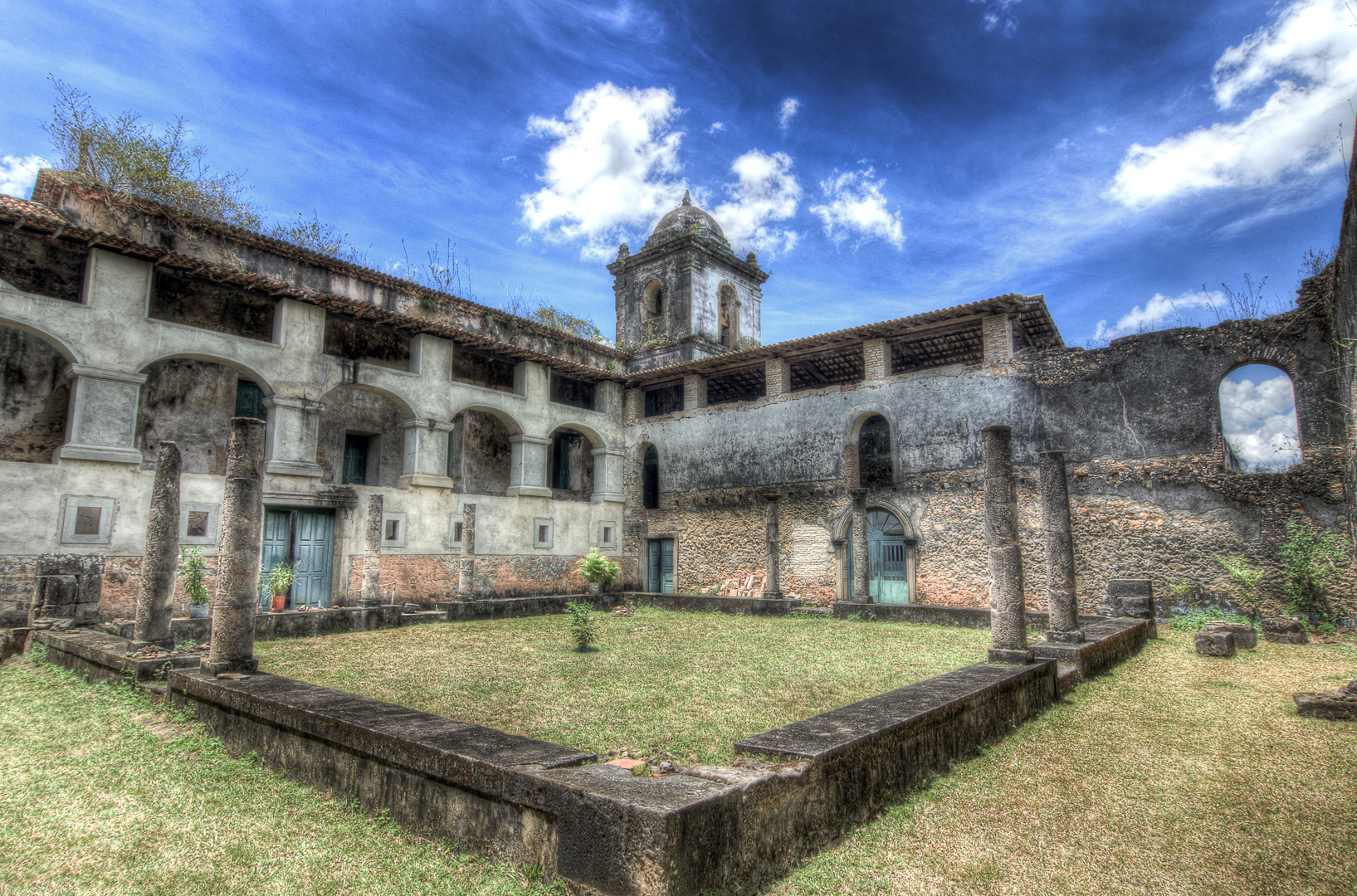
Ruinas del convento

El Convento e Iglesia de San Antonio es un conjunto de grandes dimensiones formado por una iglesia de dos plantas, un convento y un jardín que conduce al amarradero. Sus muros son de mampostería mixta. La iglesia y convento tiene un muelle de piedra sobre el Iguape; el muelle sigue activo.

### Patio
Un jardín de varios niveles se extiende desde el muelle hasta la entrada de la iglesia. Los muros a ambos lados del jardín están decorados con grandes volutas y otros elementos decorativos barrocos. Una gran cruz se encuentra en el jardín de la iglesia en el segundo nivel desde el muelle. Tiene un pedestal monumental en forma de poliedro. El pedestal es de piedra arenisca y está ricamente decorado con motivos florales estilizados, conchas, caracolas, frutas tropicales y máscaras. El patio del convento se asentaba al otro lado del muro que se prolonga hasta el agua.
Una terraza que alguna vez se extendió desde la parte superior del ala que se extiende hasta el río; se la llamó "la mejor y única fuente de placer para los frailes de esta casa".

### Convento
El convento constaba de dos patios, uno bajo y otro alto hacia el convento. Se mantiene la chimenea de campana cónica de la cocina. Un pozo estaba ubicado en el otro extremo del convento; un acueducto entregaba agua a la cocina.

### Iglesia
El frontispicio de la Iglesia de San Antonio representó un nuevo diseño; se extendió ampliamente a las iglesias franciscanas en el nordeste de Brasil. Su diseño, siguiendo de cerca la independencia de los franciscanos en Brasil de los de Portugal, era como un "resonante grito de libertad". Es de estilo barroco y mira hacia el río. Tiene una amplia galería cubierta con cinco arcos de medio punto, tres de ellos ocupados por puertas de madera. Cinco ventanas del coro están sobre los portales. En cambio, las fachadas del convento y de la Iglesia de la Tercera Orden son, en comparación, sobrias. El pináculo de la fachada es de tres cuerpos con cinco arcos de medio punto. Los frontones rococó, según el historiador de arte Germain Bazin, muestran elementos de la arquitectura china, probablemente a través de la influencia de la arquitectura en la colonia portuguesa de Macao. Un campanario se eleva sobre el lado derecho de la iglesia; está empotrado en la fachada. El diseño de la iglesia es similar al de los conventos del Carmen, Graça y Desterro, en Salvador, todos construidos en el mismo período.
El plan de la iglesia es típico de otros de la época; tiene una planta rectangular de una sola nave con dos naves laterales superpuestas por tribunas y sacristía de crucero. A sus corredores laterales se superponen tribunas y una profunda capilla. El interior de la iglesia estaba ricamente decorado, pero queda muy poco de su decoración original.

## Protección
La iglesia fue catalogado por el Instituto Nacional del Patrimonio Histórico y Artístico en 1938; el sitio de las ruinas del convento y la iglesia se catalogaron como estructura histórica en una fecha posterior.